# آلن وارن
آلن واِرن (انگلیسی: Allan Warren؛ زادهٔ ۲۶ اکتبر ۱۹۴۸) عکاس اهل بریتانیا است که برای نگاره‌هایش از افراد برجستهٔ جامعه، به‌ویژه هنرمندان و سیاستمداران شناخته می‌شود.

## فعالیت‌ها
آلن وارن از سال ۲۰۱۰ میلادی شمار بسیاری از نگاره‌هایش را در انبار ویکی‌مدیا بارگذاری کرده‌است. درین مجموعه نگاره‌هایی از سوفیا لورن، پرنس چارلز، راجر مور، الک گینس، راد استوارت، مراسم عروسی جودی گارلند، و … وجود دارد.

## نگارخانهٔ گزیدهٔ کارها

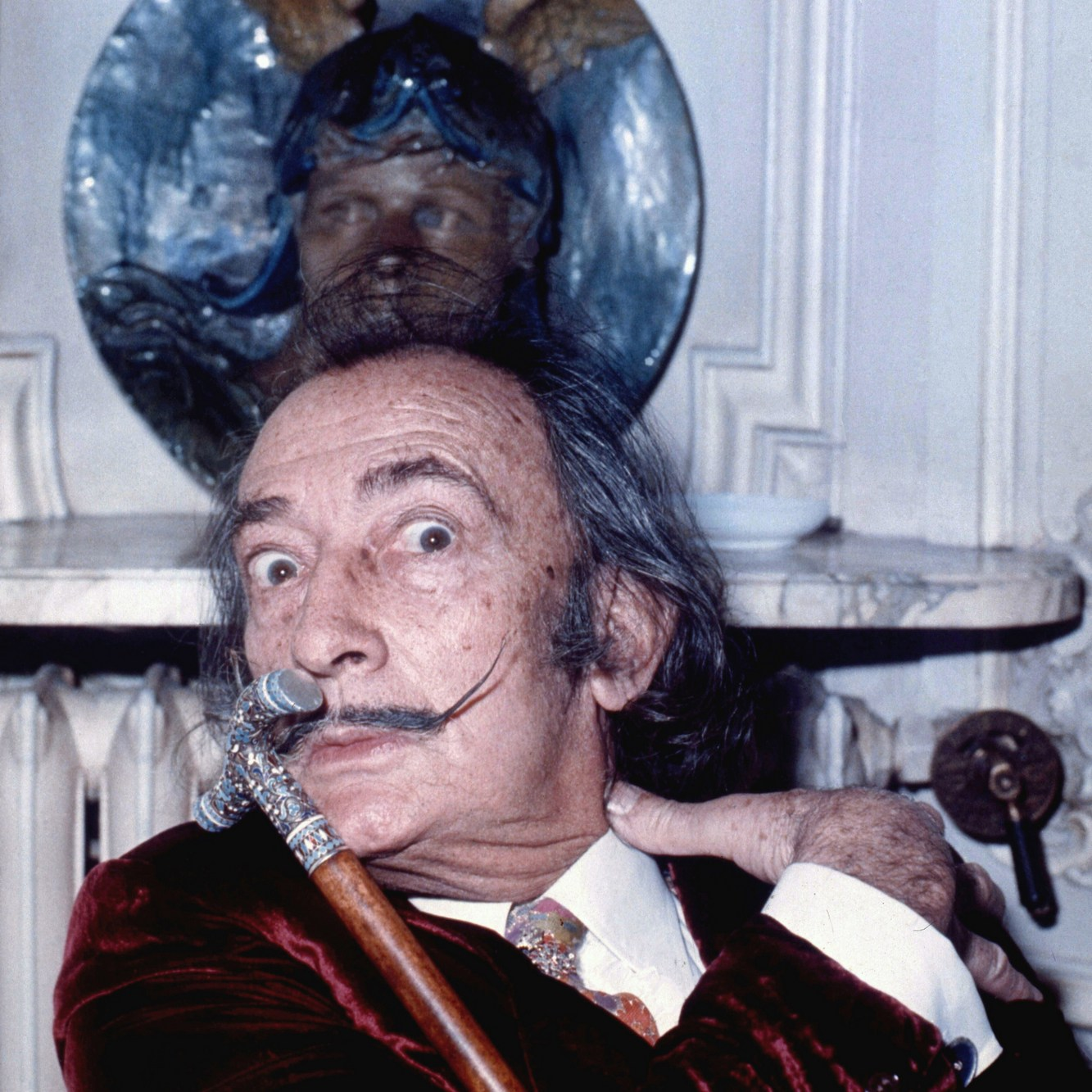
سالوادور دالی، ۱۹۷۲
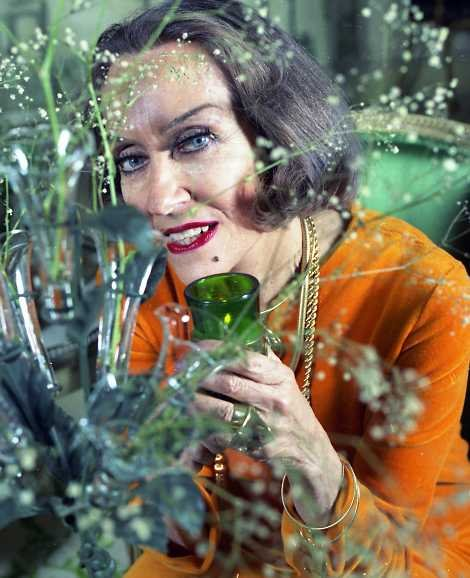
گلوریا سوانسون، ۱۹۷۲
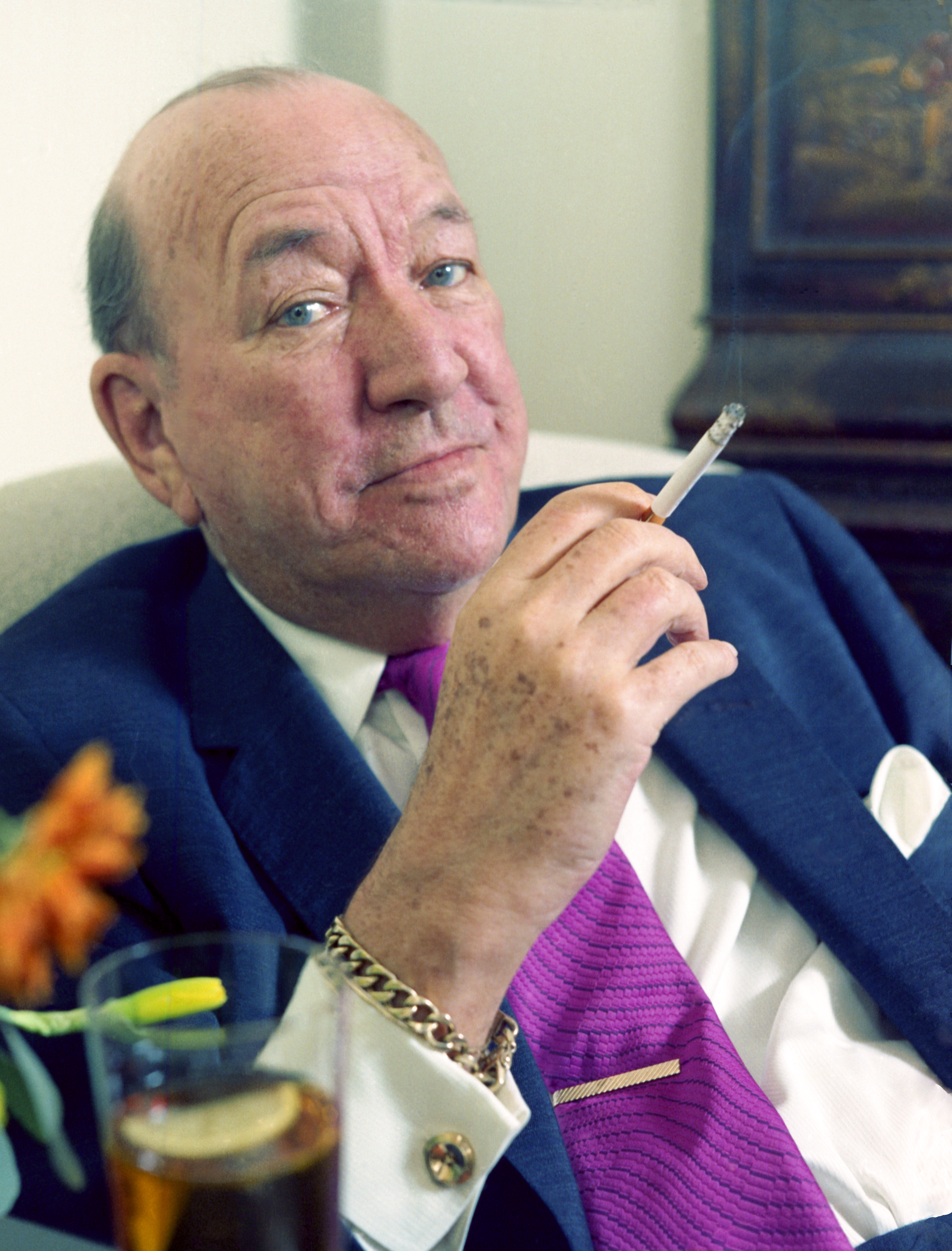
نوئل کوارد، ۱۹۷۲
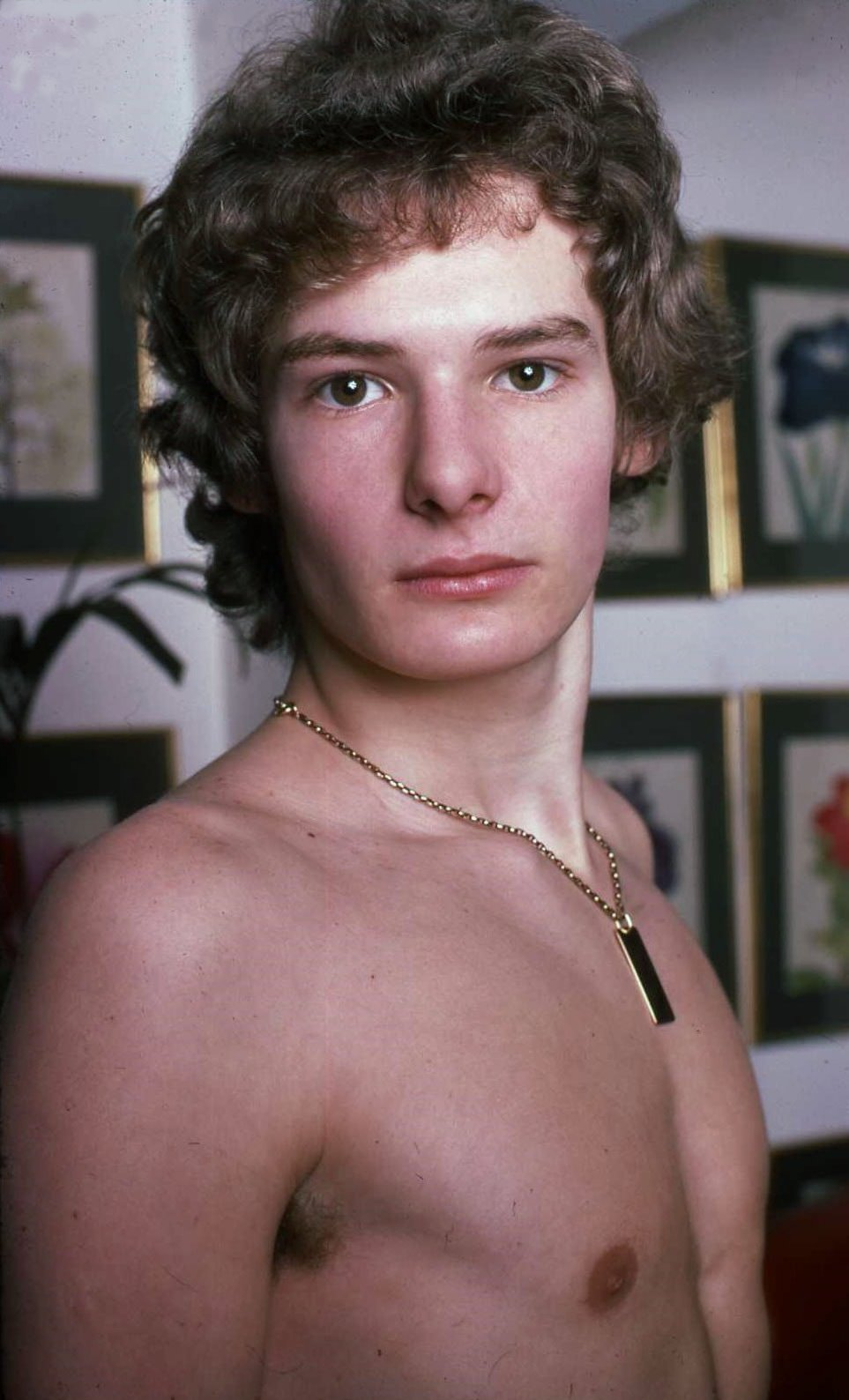
مارک لستر، بازیگر، ۱۹۷۷
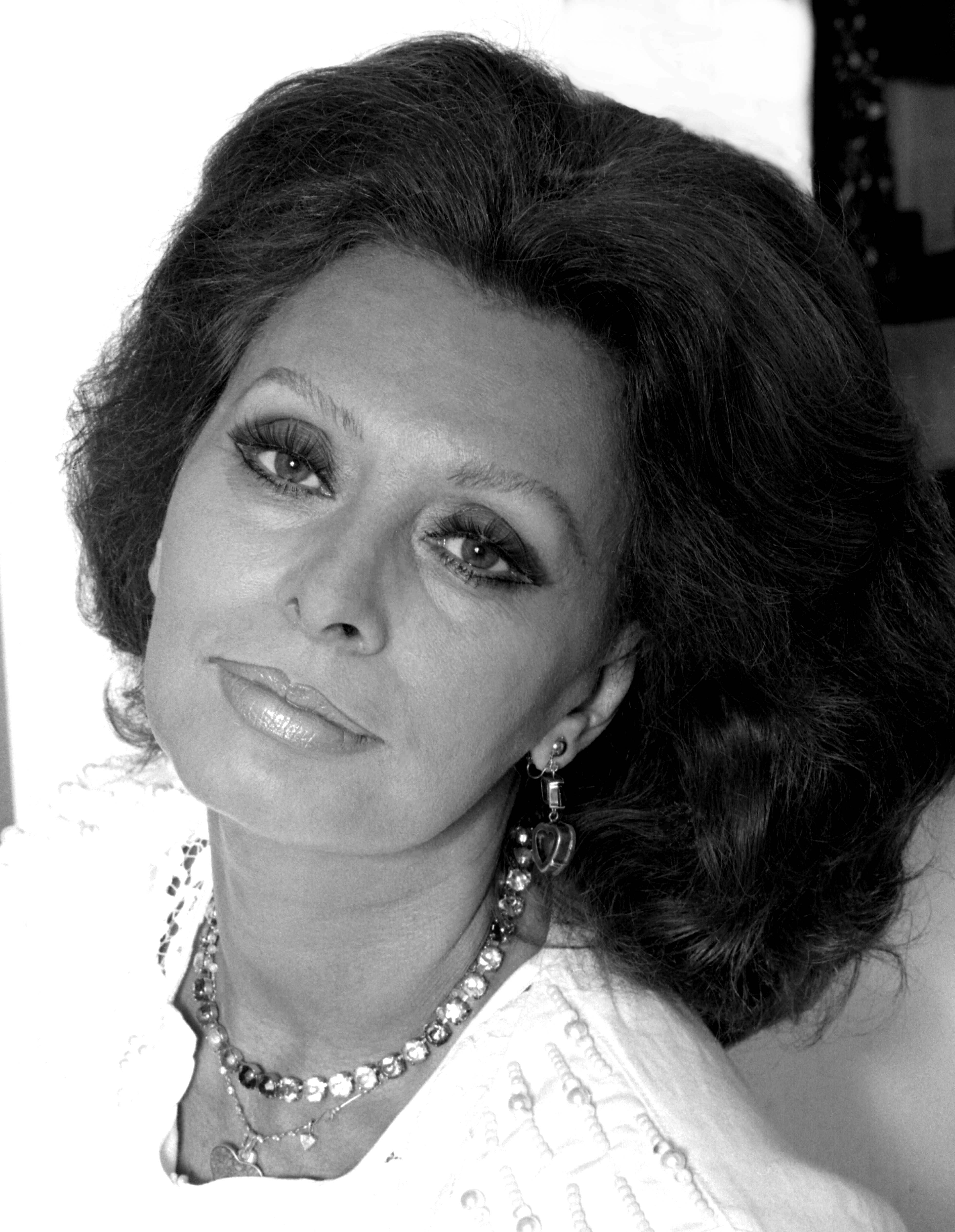
سوفیا لورن، بازیگر، ۱۹۸۶
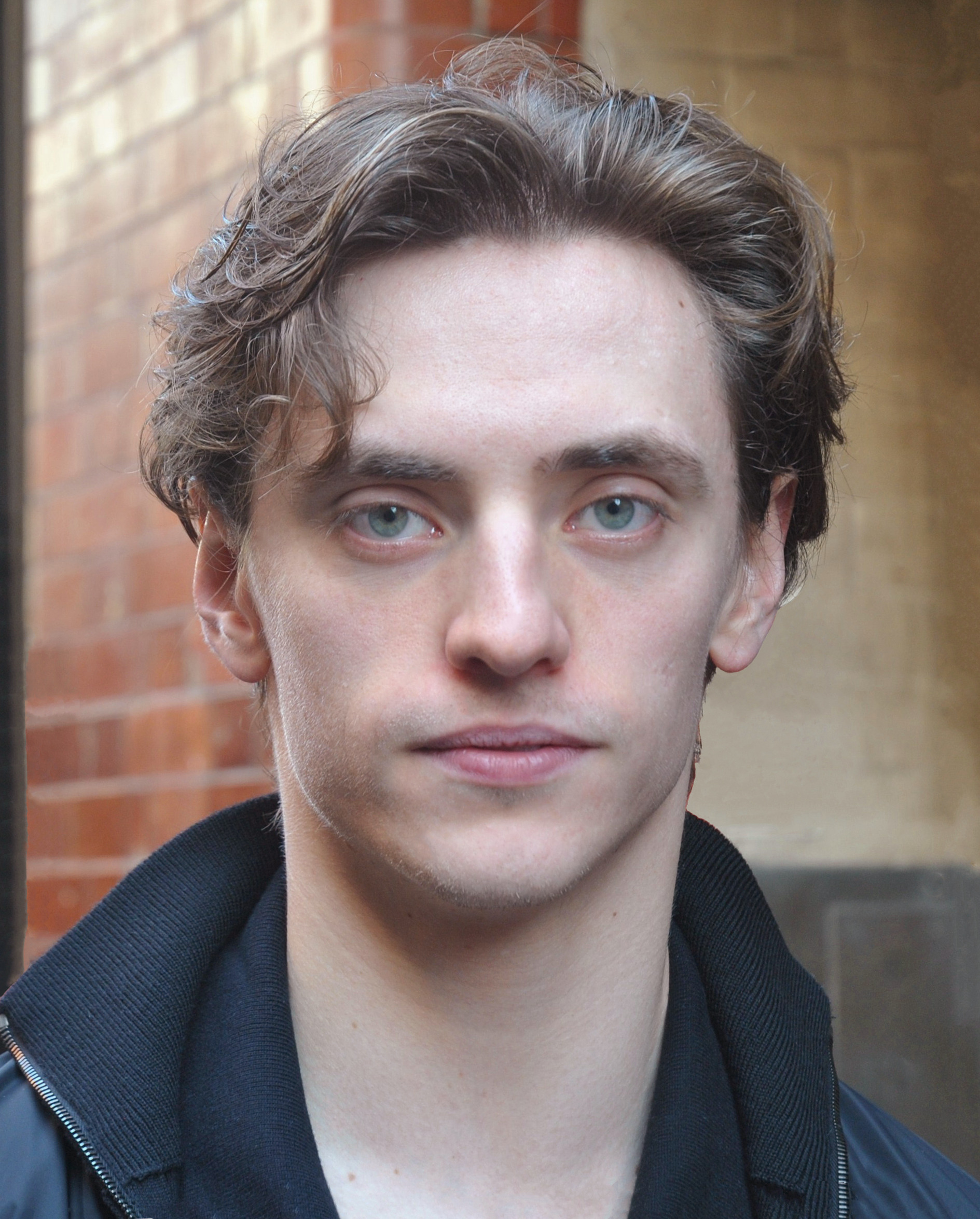
سرگئی پلونین، رقصندهٔ باله، ۲۰۱۱
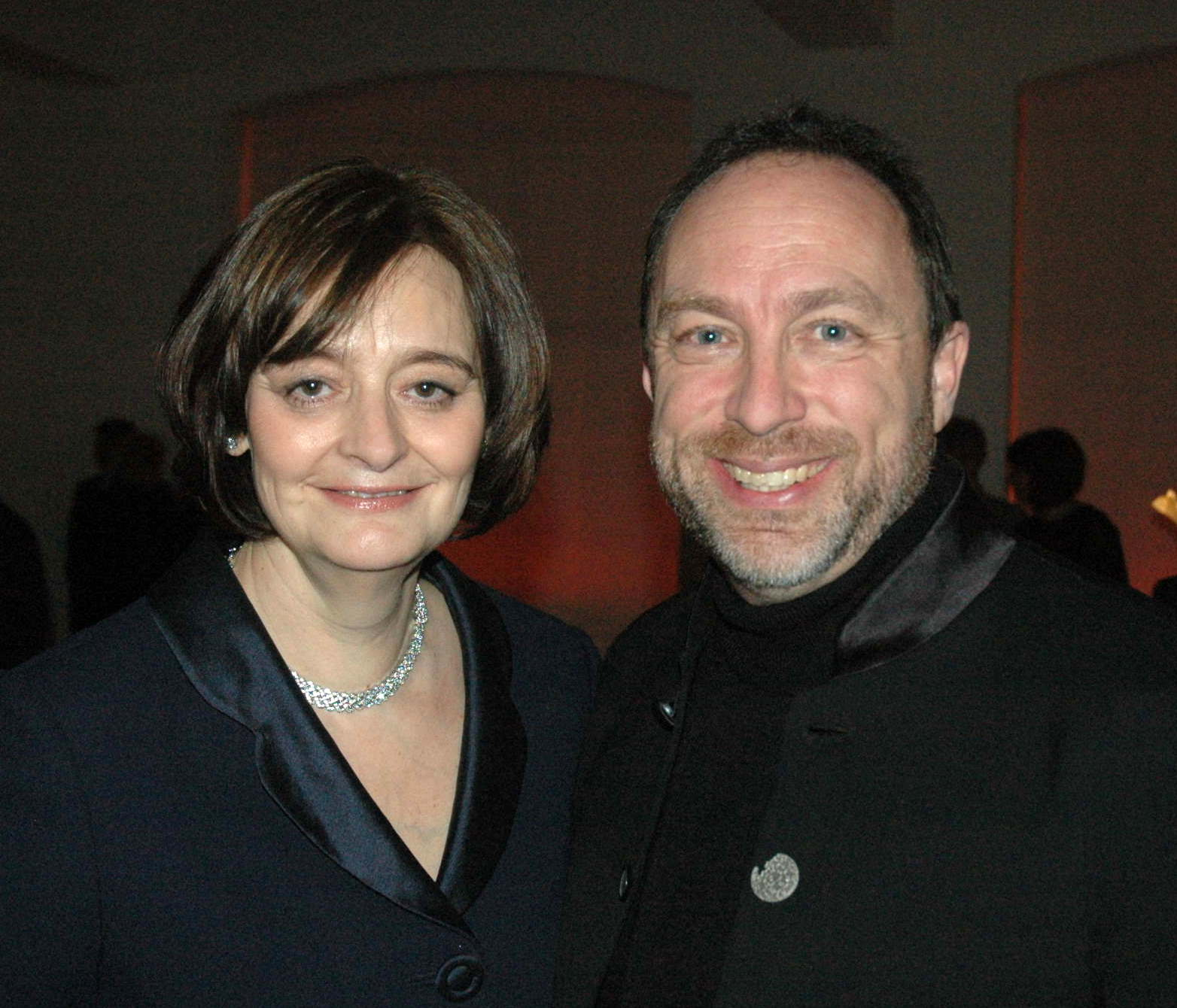
جیمی ویلز و شری بلر، بنیانگذار ویکی‌پدیا در کنار همسر تونی بلر، ۲۰۱۱
آنتونی اندروز، بازیگر
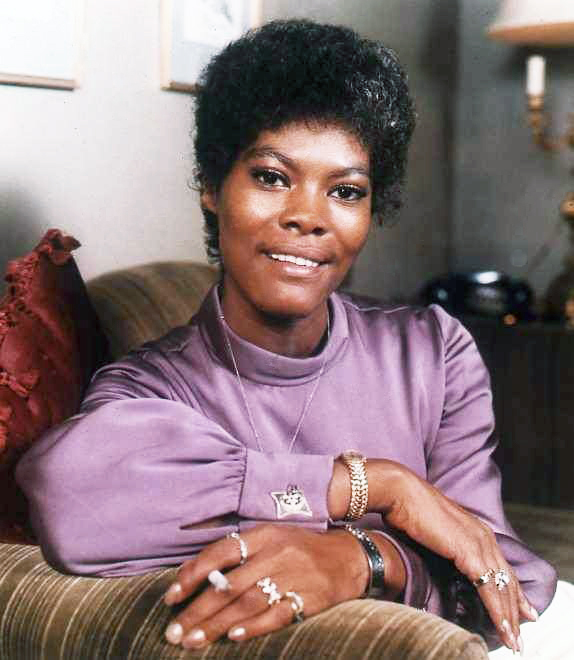
دیان وارویک
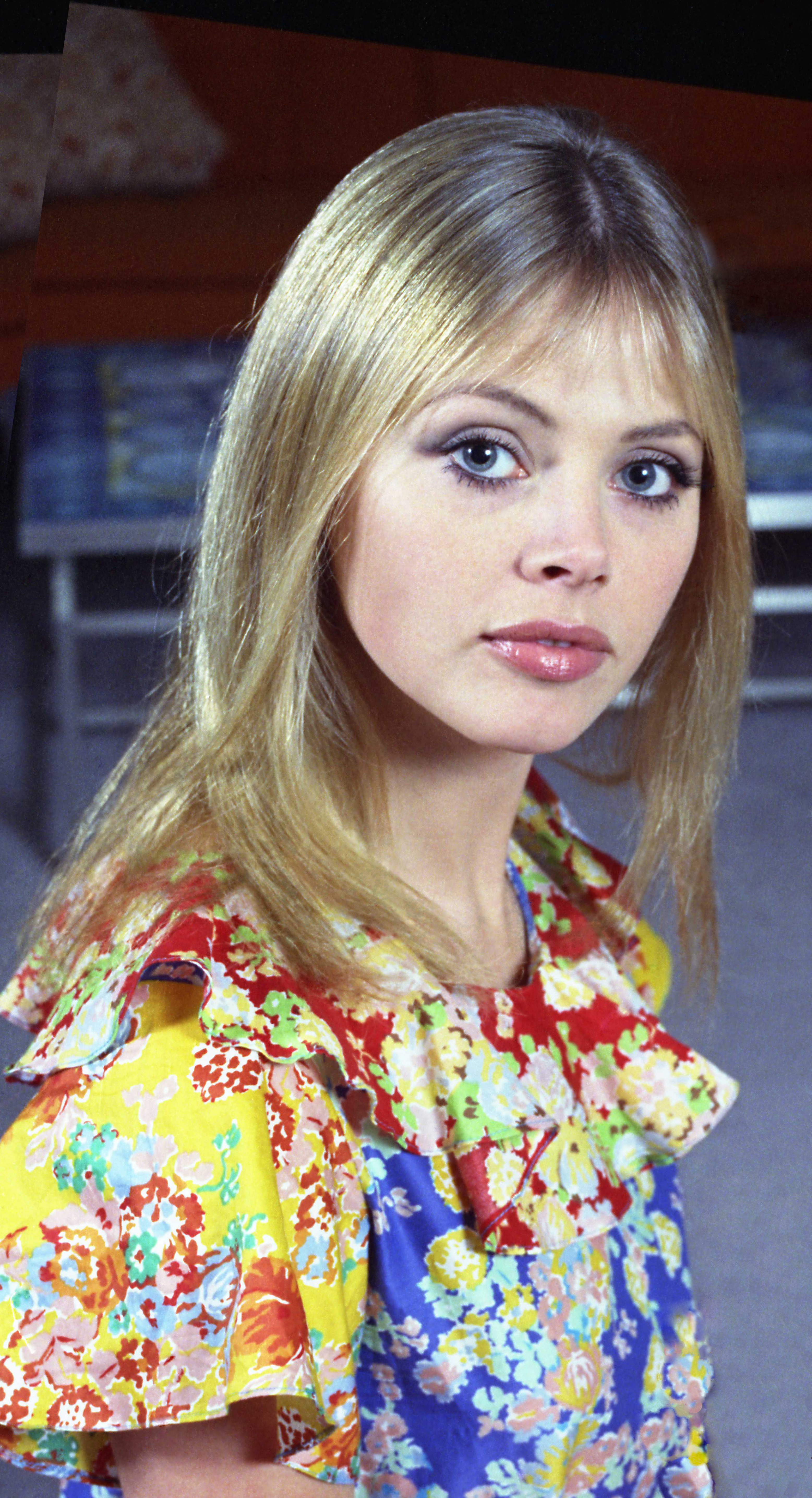
بریت اکلاند، ۱۹۷۲